# Stormers
Stormers è una franchise sudafricana professionistica di rugby a 15 che milita nel campionato United Rugby Championship.
Istituita nel 1997 come propaggine professionistica della provincia del Capo Occidentale, la squadra vanta come miglior risultato la finale del Super 14 2010 e le semifinali nel 1999, 2011 e 2012.
L'area della franchise, al 2016, copre le zone del Capo Occidentale di Città del Capo, Cape Winelands e West Coast, e mutua numerosi giocatori da Western Province e Boland Cavaliers, formazioni provinciali che disputano la Currie Cup, e dalle altre squadre del territorio della provincia.
La squadra disputa i suoi incontri interni al DHL Stadium di Città del Capo, impianto capace di più di 58 309 spettatori.

## Storia
Fino al 1998 la federazione sudafricana non adottava il sistema delle franchigie per le squadre partecipanti al Super 12 ma iscriveva le quattro migliori formazioni della Currie Cup dell'anno precedente. Per questo nel 1996 gli Stormers parteciparono in realtà al campionato come Western Province mentre nel 1997 non si qualificarono. La stagione successiva anche il Sudafrica decise di utilizzare, come Australia e Nuova Zelanda, delle selezioni provinciali, creò quindi quattro franchigie tra cui i Western Stormers rinominati poi semplicemente Stormers.

Dopo una prima stagione deludente, nel 1999 gli Stormers concludono la stagione regolare al secondo posto con solo tre sconfitte su undici partite disputate (rimarrà la loro migliore stagione nel Super 12). Per la prima volta nella loro breve storia approdano quindi alle semifinali, con anche il vantaggio del fattore campo, ma vengono sconfitti dagli Otago Highlanders.
Nel 2000 sfiorano l'ingresso alle semifinali concludendo al quinto posto la stagione regolare con solo 1 punto in meno di Highlanders e Lions arrivati al terzo e al quarto posto.

Negli anni successivi gli Stormers rimangono sempre lontani dalla parte alta della classifica tranne che nel 2004 quando raggiungono ancora la semifinale dopo aver concluso la stagione regolare al terzo posto. Di nuovo non riescono a superare la semifinale venendo sconfitti a Christchurch dai Crusaders.

Al 2004 seguono di nuovo alcuni anni deludenti fino al 2008 quando il capo allenatore Kobus van der Merwe viene sostituito dall'ex Cheetahs Rassie Erasmus. Nonostante un inizio di campionato difficile con tre sconfitte consecutive, la squadra supera le aspettative concludendo la stagione con una sola ulteriore sconfitta e risultando quinta nella classifica finale con lo stesso punteggio dei Wellington Hurricanes giunti quarti solo grazie ad una miglior differenza punti.

## Cronologia
| Cronistoria degli Stormers |
| --- |
| - 1997 · Costituzione della franchigia degli Stormers - 1998 · 9º Super 12 - 1999 · 2º Super 12 (sconfitta in semifinale) - 2000 · 5º Super 12 - 2001 · 7º Super 12 - 2002 · 7º Super 12 - 2003 · 9º Super 12 - 2004 · 3º Super 12 (sconfitta in semifinale) - 2005 · 9º Super 12 - 2006 · 11º Super 14 - 2007 · 10º Super 14 - 2008 · 5º Super 14 - 2009 · 10º Super 14 - 2010 · 2º Super 14 (sconfitta in finale per il titolo) - 2011 · 1º ZAF Conference Super Rugby (sconfitta in semifinale) - 2012 · 1º ZAF Conference Super Rugby (sconfitta in semifinale) - 2013 · 3º ZAF Conference Super Rugby - 2014 · 3º ZAF Conference Super Rugby - 2015 · 1º ZAF Conference Super Rugby (sconfitta ai preliminari play-off) - 2016 · 1º Africa 1 Conference Super Rugby (sconfitta ai quarti di finale) - 2017 · 1º Africa 1 Conference Super Rugby (sconfitta ai quarti di finale) - 2018 · 4º ZAF Conference Super Rugby - 2019 · 5º ZAF Conference Super Rugby - 2020 · South African Conference stagione interrotta a causa della pandemia 2º Super Rugby Unlocked - 2021 · 2º girone Sud Pro14 Rainbow Cup - 2021-22 · 1º girone sudafricano URC Campione dell'URC (1º titolo) |

## Allenatori
- 1998-1999  ...
- 1999-2001  Alan Solomons
- 2001-2003  ...
- 2003-2005  Gert Smal
- 2005-2008  Kobus van der Merwe
- 2008-2010  Rassie Erasmus
- 2010-2015  Allister Coetzee
- 2016-2019  Robbie Fleck
- 2020-  John Dobson

## Palmarès
- United Rugby Championship: 1
2021-22

## Giocatori celebri del passato
- Corné Krige
- Bobby Skinstad
- Robbie Fleck
- Breyton Paulse
- Percy Montgomery
- Pieter Rossouw
- De Wet Barry